# Marlow (Nuevo Hampshire)
Marlow es un pueblo ubicado en el condado de Cheshire en el estado estadounidense de Nuevo Hampshire. En el Censo de 2010 tenía una población de 742 habitantes y una densidad poblacional de 10,84 personas por km².

## Geografía
Marlow se encuentra ubicado en las coordenadas 43°8′19″N 72°12′32″O / 43.13861, -72.20889. Según la Oficina del Censo de los Estados Unidos, Marlow tiene una superficie total de 68.42 km², de la cual 67.2 km² corresponden a tierra firme y (1.78%) 1.22 km² es agua.

## Demografía
Según el censo de 2010, había 742 personas residiendo en Marlow. La densidad de población era de 10,84 hab./km². De los 742 habitantes, Marlow estaba compuesto por el 97.98% blancos, el 0% eran afroamericanos, el 0.54% eran amerindios, el 0% eran asiáticos, el 0% eran isleños del Pacífico, el 0.4% eran de otras razas y el 1.08% pertenecían a dos o más razas. Del total de la población el 1.89% eran hispanos o latinos de cualquier raza.